# 啟德中及南
啟德中及南（英語：Kai Tak Central & South，代號G14）是香港九龍城區議會下轄的選區，2019年設立，2023年取消，末任議員是前自由黨青年團團長張景勛。

## 範圍及名稱
選區位於啟德發展區中部及南部，故以此為名，包括德朗邨德琦樓、德瑞樓及德璋樓、嘉匯、啟朗苑、OASIS KAI TAK、啟德1號、龍譽及天寰，基於本區包括原有啟德機場向東南方伸展的跑道，所以本區亦為九龍城區最東的選區。基於區內未有合適場地，投票站設於啟晴邨內的保良局溫林美賢耆暉中心。

## 沿革
2010年代由於啟德發展區多個屋苑相繼落成，人口持續上升，2019年區議會選舉時選管會將啟德重新分劃選區，設立本選區，而原啟德南選區在改動後更名為啟德東，並將德朗邨德琦樓、德瑞樓、德璋樓及以南的範圍劃入本選區。當時人口估算約12,653人。議席由得到前自由黨青年團團長張景勛及公民黨梁咏欣爭奪，當中張氏退出自由黨後便落區工作，起步較早，更得到九龍社團聯會支持，結果由張以207票之差險勝。

## 歷屆議員
| 屆別           | 議員   | 政治聯繫 | 政治聯繫  |
| -------------- | ------ | -------- | --------- |
| 2020年－2023年 | 張景勛 |          | 九 九社聯 |

## 歷屆選舉結果
| 政党   | 政党         | 候选人    | 票数  | %     | ±      |
| ------ | ------------ | --------- | ----- | ----- | ------ |
|        | 九龍社團聯會 | ①. 張景勛 | 1,574 | 53.52 | 新選區 |
|        | 公民黨       | ②. 梁詠欣 | 1,367 | 46.48 | 新選區 |
| 多数票 | 多数票       | 多数票    | 207   | 7.04  | 新選區 |

## 資料來源
1. ↑   (PDF).   [2019-12-10]. （原始内容 (PDF)存档于2019-11-04）.
2. 1 2   (PDF).   [2019-12-10]. （原始内容 (PDF)存档于2020-08-20）.
3. ↑   (PDF). 選舉管理委員會. 2019-01-02  [2019-01-25]. （原始内容 (PDF)存档于2019-02-04）.